# Epiphyllum pumilum
Epiphyllum pumilum Britton & Rose es una especie de planta fanerógama de la familia Cactaceae. Está estrechamente relacionada con Epiphyllum oxypetalum y difiere fundamentalmente en su menor tamaño.

## Historia
Eichlam encontró el cactus en Guatemala y envió un espécimen vivo a los EE. UU., Washington el 3 de octubre de 1912. Anteriormente había sido recogido en varias ocasiones, pero pasa como con Ephyphyllum pittieri que se desconoce su naturaleza variable, Britton y Rose describen la misma especie, de nuevo, en el mismo documento, bajo el nombre de E. caudatum. Esta vez de una muestra recogida en Oaxaca, México recogidos por EW Nelson en 1894. Más tarde el mismo año, Vaupel transferió a los dos taxones de Phyllocactus, un nombre no válido utilizado en Europa por esa época.

## Distribución
Es endémica de Guatemala, Belice y  México.  Es una especie rara en la vida silvestre.

## Hábitat
La especie se encuentra en el bosque seco tropical y bosque húmedo tropical. Se informa que la especie se produce en la Reserva de la Biosfera Los Tuxtlas, Veracruz y Reserva de la Biosfera El Triunfo en Chiapas, México.

## Descripción
Es una planta  con tallos erectos, más tarde puede convertirse en ascendentes, alcanza 5 m de largo o más, leñosa en la base, profusamente ramificada, tallo primario, cilíndrico de 80-150 cm, tallos secundarios y apical,  planos (raramente con 3 ángulos), alargado - lanceolados, cilíndrico en la base ,10-60 cm de largo, 3-8,5 cm de ancho, agudas a acuminadas, más espeso cuando maduran, con epidermis de color verde. Las flores de 10-15 cm de largo, nocturnas y fragantes; pericarpelo de 12 mm de largo, 8 mm de espesor, verde, bracteolas de 1 mm de largo, orbiculares, de color rojizo, desnuda o con 1 cerda y menos de 1 mm de largo; recipiente 5-7 cm de largo , 5 mm de espesor, de color blanco a verde rojizo, bracteolas pocas, muy pequeñas, y ascendente, sin pelos o espinas, rojo: tépalos lineales, 4-9 cm de largo, aproximadamente 5 mm de ancho, de color rojizo o verdoso, agudo; el interior de los tépalos blanco, linear-lanceoladas a lanceoladas, acuminadas, 3-6 cm de largo, de color blanco; estambres insertados en 2 zonas, blanco, blanco cremoso anteras; estilo y delgados, 4-9 cm de largo, de color blanco. Fruta ovoide, de 2,5 cm de grosor, brillante cerácea, 5-7 en ángulo, bracteolas pocos, ascendentes, pulpa blanca, dulce, las semillas diminutas y negras.

## Taxonomía
Epiphyllum pumilum fue descrita por Britton & Rose y publicado en Contributions from the United States National Herbarium 16(9): 258. 1913.
Etimología
Epiphyllum: nombre genérico que deriva de las palabras griegas epi = "sobre" y phyllum = "hojas".
pumilum: epíteto latino que significa "enano". Este epíteto específico se refiere a las relativamente pequeñas flores de esta especie.
Sinonimia:
Epiphyllum caudatum Britton & Rose
Phyllocactus pumilus (Britton & Rose) Vaupel
Phyllocactus caudatum (Britton & Rose) Vaupel